# Huangyao
Le bourg de Huangyao (chinois : 黄姚镇 ; pinyin : huángyáo zhèn) est une ancienne cité du bassin de la rivière Li, à environ 162 km de Guilin, au nord du xian de Zhaoping, qui dépend de la ville-préfecture de Hezhou, région autonome zhuang du Guangxi. Elle devrait devenir un site touristique d'importance nationale.

## Histoire
Fondée en 927, (re)construite pendant la période Wanli (1573-1620) de la dynastie des Ming, elle a atteint son apogée durant le règne de l'empereur Qianlong (1736-1795) de la dynastie des Qing (1644-1911). La structure définitive de la cité date donc du XVIIIe siècle.
La ville a été principalement habitée par deux familles, les Huang et les Yao, de sorte que le lieu est devenu connu comme « ville Huangyao". Elle a été florissante, comme en témoignent aussi quelques maisons résidentielles, les stèles, la calligraphie de Hanyu, le grand érudit calligraphe de la dynastie des Song. La ville, commerciale, a également institué un système de défense, avec portes de ville, postes de surveillance.
Les rues du village ont bénéficié d’un pavage en grandes dalles d’ardoise, intactes après plusieurs siècles, bien lisses, avec écoulement des eaux. Les principales rues commerciales ont droit à un nombre impair de dalles d'ardoise, comme trois, cinq ou sept, selon l’importance de la famille résidente, et de meilleure facture.
Les maisons sont  typiques du sud, simples, en briques, avec des toits recouverts de tuiles bleu noir. Les bâtiments dans ce style correspondant  bien avec l'environnement. La ville a été reconnue comme « un palais d'art montrant parfaitement comment peuvent cohabiter les êtres humains et la nature ».
La cité est disposée comme dans un tableau des Neuf Palais Neuf-et-des Huit Diagrammes, qui incarne le style de l'architecture Linnan : un village - jardin accordé avec le paysage naturel.

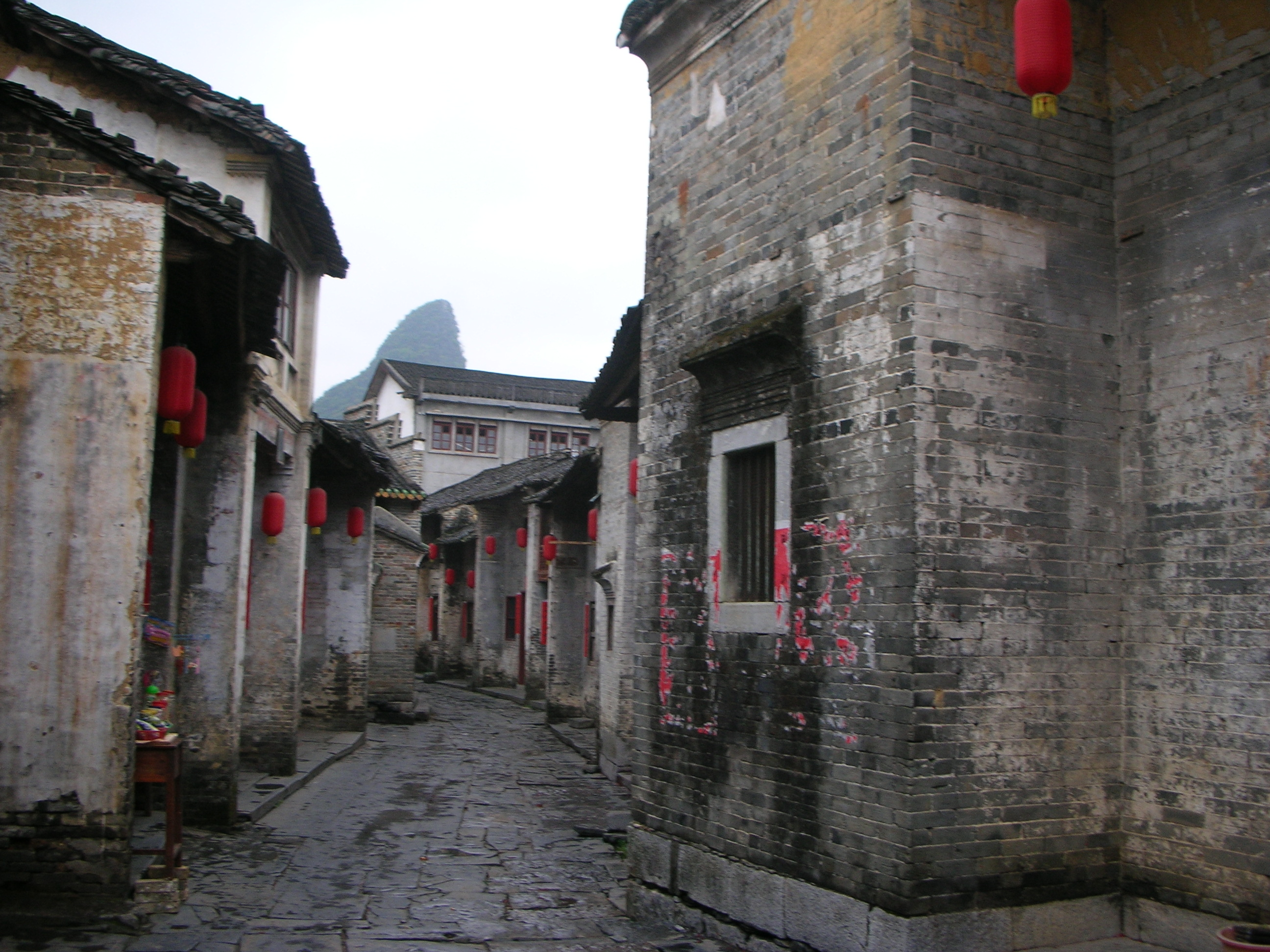
Ruelle du bourg

Du temps de sa splendeur, elle a pu être considérée comme une petite Guilin, (de cette époque), sur ses modestes 3,6 km2, bordée de tous côtés par les collines, les eaux, les grottes, et de respectables grands vieux arbres. Ville fermée, isolée du monde, en quelque sorte, elle a échappé aux guerres et aux révolutions.
En raison même de l’isolement, l’ensemble a été préservé, et habité, à l’ancienne, souvent pauvrement, par des agriculteurs, loin de la modernisation et des dégradations.
Les gens les plus entreprenants, à certaine époque, ont préféré sortir de l’ancien pour créer du nouveau : la ville nouvelle, 2800 habitants pour 500 familles, n’a pas le même charme,
Et la vieille ville a été davantage mise à l’écart, mais conservée. Il reste, en assez bon état, avant restauration, des rues entières d’habitations en ligne, plus de trente temples, des salles ancestrales, des pavillons. Mais aussi le site même, le petit cours d’eau sinueux (Yao), qui a permis d’aménager deux plans d’eau remarquables, pour leur installation, leurs usages, et les arbres.

## Développement

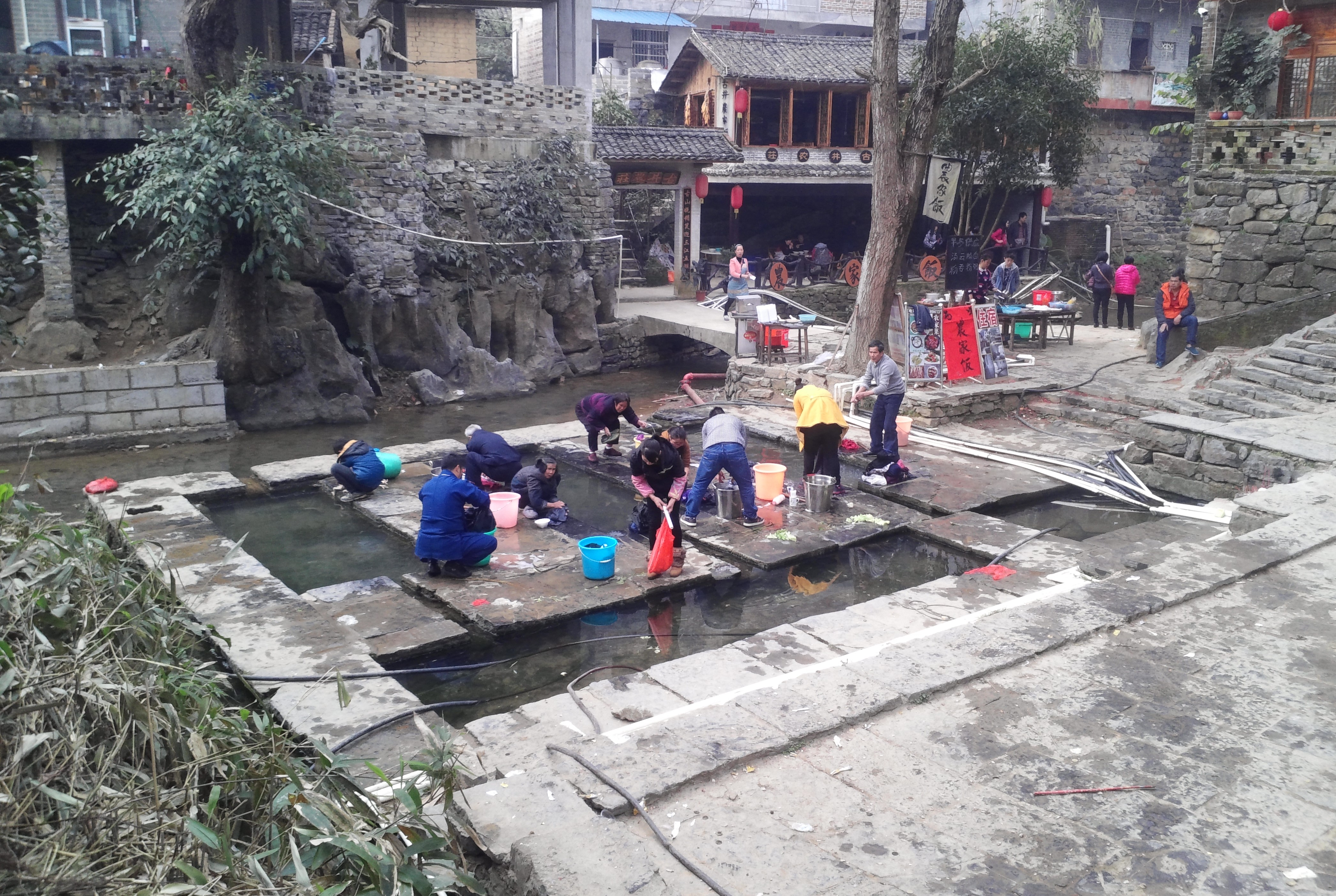
habitants puisant dans le vieux puits

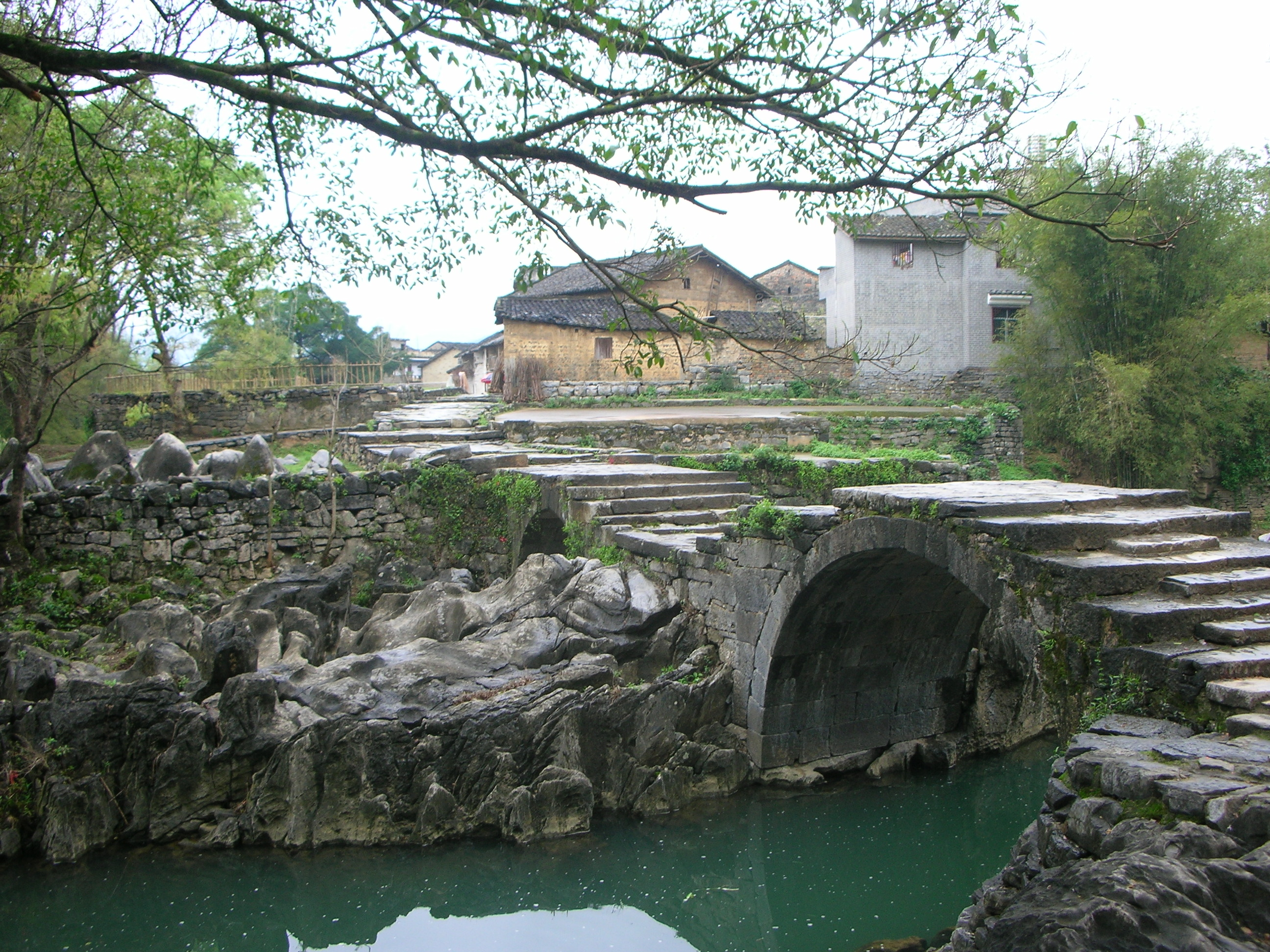
Vieux pont

Chaque coin offre aujourd’hui un cadre typiquement chinois, du début du XIXe siècle.
Le film américain Le Voile des illusions (The Painted Veil) y a été tourné en 2005, ainsi que quelques téléfilms chinois.
La vieille ville a désormais été promue richesse provinciale, et décrétée attraction touristiques provinciale. Ce site est désormais un site majeur du tourisme, principalement national. Une nouvelle route devrait relier la ville au réseau routier régional, à deux heures de route de Yangshuo.
Les frais d’admission (68 rmb en juin 2011, contre 30 en 2000) donnent accès à la totalité des rues. Les résidents laissent généralement encore leurs portes ouvertes, et certains proposent des produits alimentaires locaux, et de la restauration rapide locale de qualité. Les meilleures périodes sont de septembre à novembre.
On peut également accéder, à l’extérieur, à un théâtre en dur, avec un bref spectacle, à un temple, et à une maison où se tient une exposition sur les révolutionnaires de la région.
Deux festivals annuels, dont un avec chants d’opéra, réunissent les gens de la région.
Aux alentours se trouve :
- la Cour de Civilisation, temple de montagne, visible de la rivière et des champs,
- le réservoir Zhou.